# Maniho
Maniho là một chi nhện trong họ Amphinectidae. De soorten komen voor in New Zealand.

## Soorten
- Maniho australis Forster & Wilton, 1973
- Maniho cantuarius Forster & Wilton, 1973
- Maniho centralis Forster & Wilton, 1973
- Maniho insulanus Forster & Wilton, 1973
- Maniho meridionalis Forster & Wilton, 1973
- Maniho ngaitahu Forster & Wilton, 1973
- Maniho otagoensis Forster & Wilton, 1973
- Maniho pumilio Forster & Wilton, 1973
- Maniho tigris Marples, 1959
- Maniho vulgaris Forster & Wilton, 1973